# Deutsche Fußballmeisterschaft 1909/10
Die achte Deutsche Fußballmeisterschaft wurde vom 10. April bis zum 15. Mai 1910 ausgetragen. Die Meisterschaft sicherte sich bei seiner zweiten Finalteilnahme der Karlsruher FV im Finale in Köln mit einem 1:0 n. V. gegen Holstein Kiel.
In diesem Jahr nahmen neun Mannschaften teil. Phönix Karlsruhe startete als Titelverteidiger und scheiterte im Halbfinale am Lokalrivalen Karlsruher FV.

## Teilnehmer
In Berlin war in dieser Saison der Meister vom Verband Berliner Ballspielvereine automatisch für die deutsche Fußballmeisterschaft qualifiziert. Die Meister der Verbände Märkischer Fußball-Bund, Verband Berliner Athletik-Vereine und Berliner Ballspiel-Bund spielten den zweiten Berliner Teilnehmer aus. Nachdem der Berliner Sport-Club (VBAV) gegen den 1. FC Borussia Tempelhof (BBB) mit 7:1 gewann, besiegte der TuFC Tasmania Rixdorf (MFB) den Sport-Club im Finale mit 4:1 und qualifizierte sich somit als zweite Berliner Mannschaft für die deutsche Fußballmeisterschaft 1909/10.
| Verein                        | Qualifiziert als                                        |
| SV Prussia-Samland Königsberg | Meister des Baltischen Rasensport-Verbandes             |
| VfR 1897 Breslau              | Meister des Südostdeutschen Fußball-Verbandes           |
| Berliner FC Preussen          | Meister des Verbandes Berliner Ballspielvereine         |
| TuFC Tasmania Rixdorf         | Meister des Märkischen Fußball-Bundes                   |
| VfB Leipzig                   | Meister des Verbandes Mitteldeutscher Ballspiel-Vereine |
| FV Holstein Kiel              | Meister des Norddeutschen Fußball-Verbandes             |
| Duisburger SpV                | Meister des Westdeutschen Spiel-Verbandes               |
| Karlsruher FV                 | Meister des Verbandes Süddeutscher Fußball-Vereine      |
| FC Phönix Karlsruhe           | Titelverteidiger                                        |

## Ausscheidungsrunde
| Datum          |                               | Ergebnis  |                       | Stadion                        |
| -------------- | ----------------------------- | --------- | --------------------- | ------------------------------ |
| 10. April 1910 | SV Prussia-Samland Königsberg | 1:5 (0:3) | TuFC Tasmania Rixdorf | Königsberg, Walter-Simon-Platz |

Die beiden spielschwächsten Verbände bestritten vor dem Viertelfinale eine Qualifikation. Dieses Spiel wurde von Rixdorf klar gewonnen. Bekannte Torschützen sind Kapitän Kurt Meye und Detlef Pevestorff zum Zwischenstand von 2:0. Das einzige Tor für Königsberg erzielte Max Friedrich mit dem Treffer zum 1:3 in der 48. Minute.

## Viertelfinale
| Datum          |                       | Ergebnis  |                      | Stadion                                        |
| -------------- | --------------------- | --------- | -------------------- | ---------------------------------------------- |
| 17. April 1910 | FV Holstein Kiel      | 4:1 (2:1) | Berliner FC Preussen | Hamburg, Sportplatz Hoheluft                   |
| 17. April 1910 | Duisburger SpV        | 0:1 (0:1) | Karlsruher FV        | Mönchengladbach, Kampfbahn Am Alten Wasserturm |
| 17. April 1910 | VfB Leipzig           | 1:2 (1:1) | FC Phönix Karlsruhe  | Leipzig, Wackerstadion Debrahof                |
| 17. April 1910 | TuFC Tasmania Rixdorf | 2:1 (2:0) | VfR 1897 Breslau     | Berlin-Tempelhof, Germania-Platz               |

Die Berliner gingen durch ein Tor von Walter Sorkale in der 26. Minute in Führung. Bereits drei Minuten später traf Willi Zincke zum Ausgleich, die Führung für Kiel gelang Willi Fick in der 41. Minute. In der 80. Minute wechselte der verletzte Verteidiger Max Schmidt ins Tor der Berliner, der eigentliche Torwart wurde zum Feldspieler. Danach trafen Willi Zincke in der 84. Minute und Carl Lafferenz fünf Minuten später zum endgültigen Sieg für die Kieler. Deren Verteidiger Karl Rempka war auch Präsident des Vereins.
Das Spiel zwischen dem westdeutschen und dem süddeutschen Meister gewann der Karlsruher FV durch ein Tor in der 35. Minute von Fritz Förderer. Entscheidend für den Sieg war das starke Innentrio um Fritz Förderer, Gottfried Fuchs und Julius Hirsch.
Nach 25 Minuten schied der Karlsruher Mittelstürmer Hermann Leibold mit einer Beinfraktur aus. Leipzig ging durch Karl Uhle nach einer halben Stunde in Führung, beim Rettungsversuch von Robert Neumaier landete der Ball hinter der Torlinie. Fünf Minuten später erzielte Otto Reiser den Ausgleich für Phönix. In Unterzahl spielend gewann Phönix dieses Spiel noch mit 2:1 durch einen Handelfmeter von Emil Oberle in der 84. Minute.
Die Rixdorfer führten zur Halbzeit bereits mit 2:0 durch Tore von Detlef Pevestorff und Hanisch. In der zweiten Hälfte gelang Breslau nur noch das 2:1 durch Herbert Mahn. So rettete Rixdorf den Sieg über die Zeit.

## Halbfinale
| Datum       |                  | Ergebnis  |                       | Stadion                                       |
| ----------- | ---------------- | --------- | --------------------- | --------------------------------------------- |
| 1. Mai 1910 | Karlsruher FV    | 2:1 (2:0) | FC Phönix Karlsruhe   | Karlsruhe, KFV-Platz an der Telegrafenkaserne |
| 1. Mai 1910 | FV Holstein Kiel | 6:0 (2:0) | TuFC Tasmania Rixdorf | Hamburg, Sportplatz Hoheluft                  |

Im Halbfinale kam es zum Karlsruher Stadtderby vor 6.000 bis 8.000 Zuschauern auf dem legendären KFV-Platz. Nach etwa 15 Minuten erlitt der KFV-Stürmer Wilhelm Trump eine Sehnenzerrung und konnte nicht mehr weiterspielen. Der KFV ging bis zur Halbzeit durch Max Breunig per Elfmeter und Hans Ruzek mit 2:0 in Führung, ehe Phönix durch ihren Kapitän Arthur Beier in der 65. Minute noch der Anschlusstreffer gelang. Deren linker Läufer Emil Firnrohr schied etwa 20 Minuten vor dem Ende mit einer Verletzung am Meniskus aus. Der älteste erhaltene deutsche Fußballfilm zeigt einige Flanken und Spielszenen dieses Spiels.
Im zweiten Halbfinale gab es einen klaren Sieg. Die Kieler führten bereits nach 20 Minuten mit 2:0, ehe sie in der zweiten Halbzeit noch weitere vier Tore schossen. Willi Zincke erzielte drei Treffer, Hans Dehning zwei und Willi Fick traf einmal.

## Finale
| Karlsruher FV | Karlsruher FV | FV Holstein Kiel | FV Holstein Kiel |
| --- | --- | --- | ---------------- |
| Karlsruher FV | \| Sonntag, 15. Mai 1910 in Köln (Weidenpescher Park) \| \| Ergebnis: 1:0 n. V. \| \| Zuschauer: 5.000 \| \| Schiedsrichter: Max Grafe (Leipzig) 00000Spielbericht Gegen den übermächtigen Karlsruher Angriff boten die Kieler eine sehr gute Abwehr. Max Breunig verschoss in der ersten Halbzeit einen Handelfmeter für den KFV, der durch den Kieler Alfred Werner verursacht wurde. So blieb es bis zur 90. Minute beim 0:0. Es war das erste Finale in der Geschichte der deutschen Meisterschaft das in die Verlängerung ging. In dieser gab es in der 114. Minute abermals einen Elfmeter, Julius Hirsch war nach Ansicht des Schiedsrichters regelwidrig gestoppt worden. Der nun wieder von Max Breunig geschossene Elfmeter wurde vom guten Kieler Torwart Rudolf Friese noch berührt, führte aber zum 1:0 Endstand. Die Eckball-Bilanz betrug 12:2 für den KFV. \| | \| Sonntag, 15. Mai 1910 in Köln (Weidenpescher Park) \| \| Ergebnis: 1:0 n. V. \| \| Zuschauer: 5.000 \| \| Schiedsrichter: Max Grafe (Leipzig) 00000Spielbericht Gegen den übermächtigen Karlsruher Angriff boten die Kieler eine sehr gute Abwehr. Max Breunig verschoss in der ersten Halbzeit einen Handelfmeter für den KFV, der durch den Kieler Alfred Werner verursacht wurde. So blieb es bis zur 90. Minute beim 0:0. Es war das erste Finale in der Geschichte der deutschen Meisterschaft das in die Verlängerung ging. In dieser gab es in der 114. Minute abermals einen Elfmeter, Julius Hirsch war nach Ansicht des Schiedsrichters regelwidrig gestoppt worden. Der nun wieder von Max Breunig geschossene Elfmeter wurde vom guten Kieler Torwart Rudolf Friese noch berührt, führte aber zum 1:0 Endstand. Die Eckball-Bilanz betrug 12:2 für den KFV. \| | FV Holstein Kiel |
| Karlsruher FV | Adolf Dell – Kurt Hüber, Ernst Hollstein – Hans Ruzek , Max Breunig, Max Schwarze – Fritz Tscherter, Fritz Förderer, Gottfried Fuchs, Julius Hirsch, Hermann Bosch Cheftrainer: William Townley | Rudolf Friese – Alfred Werner, Karl Rempka – Paul Lenhardt, Georg Krogmann, Hans Reese – Helmut Bork, Hans Dehning, Willi Zincke , Willi Fick, Carl Lafferenz | FV Holstein Kiel |
| Karlsruher FV | 1:0 Breunig (114., Strafstoß) | | FV Holstein Kiel |
| Sonntag, 15. Mai 1910 in Köln (Weidenpescher Park) | | |                  |
| Ergebnis: 1:0 n. V. | | |                  |
| Zuschauer: 5.000 | | |                  |
| Schiedsrichter: Max Grafe (Leipzig) 00000Spielbericht Gegen den übermächtigen Karlsruher Angriff boten die Kieler eine sehr gute Abwehr. Max Breunig verschoss in der ersten Halbzeit einen Handelfmeter für den KFV, der durch den Kieler Alfred Werner verursacht wurde. So blieb es bis zur 90. Minute beim 0:0. Es war das erste Finale in der Geschichte der deutschen Meisterschaft das in die Verlängerung ging. In dieser gab es in der 114. Minute abermals einen Elfmeter, Julius Hirsch war nach Ansicht des Schiedsrichters regelwidrig gestoppt worden. Der nun wieder von Max Breunig geschossene Elfmeter wurde vom guten Kieler Torwart Rudolf Friese noch berührt, führte aber zum 1:0 Endstand. Die Eckball-Bilanz betrug 12:2 für den KFV. | | |                  |

Zitat von Holstein-Präsident Karl Möller:

„Ungefähr 4.000 Zuschauer waren anwesend, als unsere Erste durch eine Seitentür die Arena betrat. Unsere Schlachtenbummler konnten zu ihrem großen Leidwesen nicht die Mannschaft durch die Seitentür, die nur für die Kämpfer bestimmt war, begleiten, sondern mussten beim Haupteingang 1,10 Mark pro Mann entrichten. Die erste Enttäuschung!“

## Die Meistermannschaft des Karlsruher FV

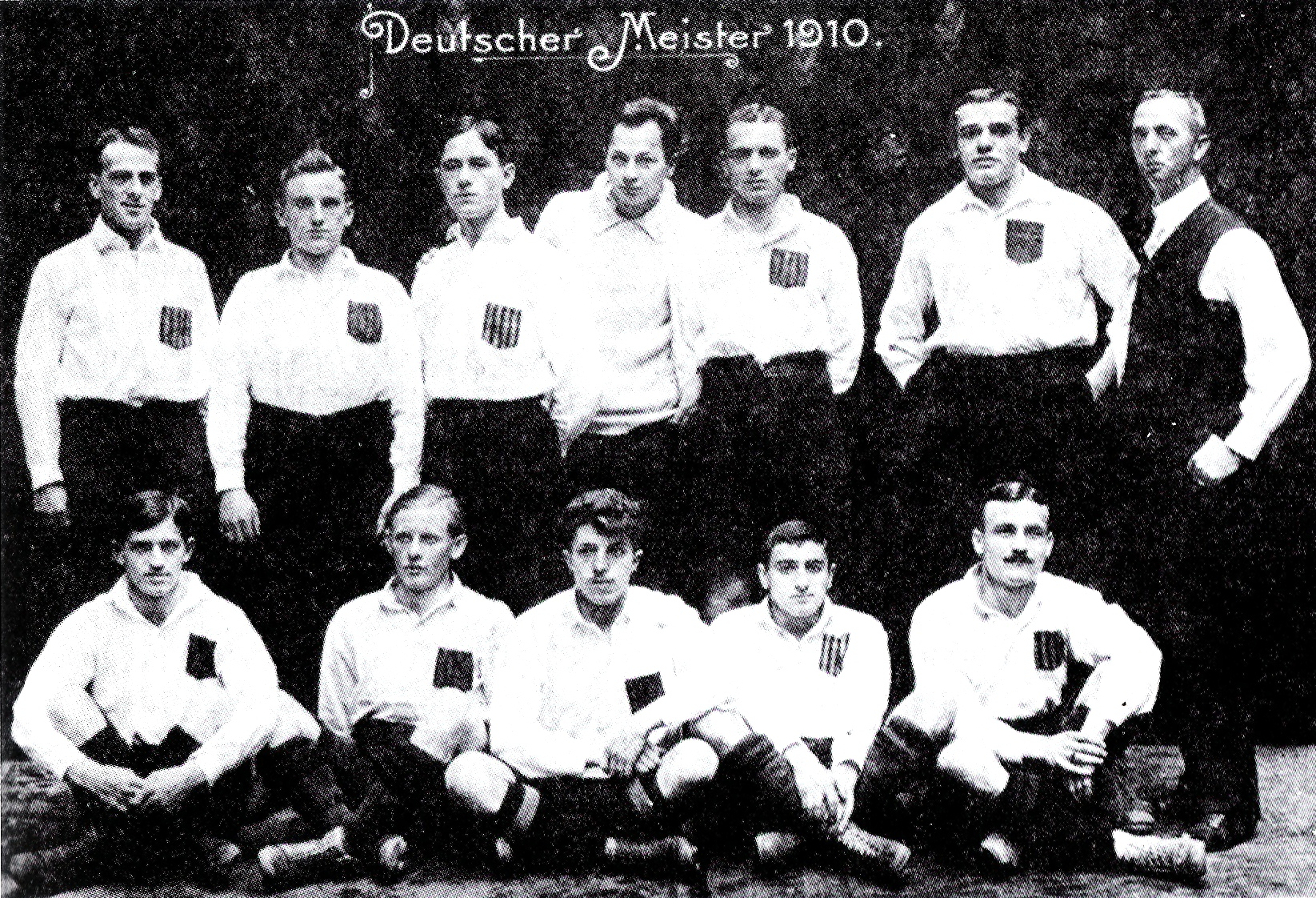
Meistermannschaft des Karlsruher FV

Nachfolgend ist die Meistermannschaft mit Einsätzen und Toren der Spieler angegeben.
| Karlsruher FV | |
|               | - Tor: Adolf Dell (3/-) - Abwehr: Ernst Hollstein (3/-), Kurt Hüber (3/-) - Mittelfeld: Max Breunig (3/2), Hans Ruzek (3/1), Max Schwarze (3/-) - Angriff: Hermann Bosch (2/-), Fritz Förderer (3/1), Gottfried Fuchs (3/-), Julius Hirsch (3/-), Wilhelm Trump (1/-), Fritz Tscherter (3/-) - Trainer: William Townley (3) |

## Torschützenliste
Hinzu kommen drei unbekannte Torschützen von Tasmania Rixdorf.
| Spieler | Spieler           | Verein                        | Spiele | Tore |
| ------- | ----------------- | ----------------------------- | ------ | ---- |
| 1.      | Willi Zincke      | FV Holstein Kiel              | 3      | 5    |
| 2.      | Max Breunig       | Karlsruher FV                 | 3      | 2    |
| 2.      | Hans Dehning      | FV Holstein Kiel              | 3      | 2    |
| 2.      | Willi Fick        | FV Holstein Kiel              | 3      | 2    |
| 2.      | Detlef Pevestorff | TuFC Tasmania Rixdorf         | 3      | 2    |
| 6.      | Max Friedrich     | SV Prussia-Samland Königsberg | 1      | 1    |
| 6.      | Herbert Mahn      | VfR 1897 Breslau              | 1      | 1    |
| 6.      | Walter Sorkale    | Berliner FC Preussen          | 1      | 1    |
| 6.      | Karl Uhle         | VfB Leipzig                   | 1      | 1    |
| 10.     | Arthur Beier      | FC Phönix Karlsruhe           | 2      | 1    |
| 10.     | Emil Oberle       | FC Phönix Karlsruhe           | 2      | 1    |
| 10.     | Otto Reiser       | FC Phönix Karlsruhe           | 2      | 1    |
| 13.     | Fritz Förderer    | Karlsruher FV                 | 3      | 1    |
| 13.     | Hanisch           | TuFC Tasmania Rixdorf         | 3      | 1    |
| 13.     | Carl Lafferenz    | FV Holstein Kiel              | 3      | 1    |
| 13.     | Kurt Meye         | TuFC Tasmania Rixdorf         | 3      | 1    |
| 13.     | Hans Ruzek        | Karlsruher FV                 | 3      | 1    |